# American Music Awards 2012
American Music Awards 2012 est la 40e cérémonie des American Music Awards. La cérémonie s'est déroulée le 18 novembre 2012 au Nokia Theatre de Los Angeles. Elle récompense les artistes les plus populaires de l'année 2012. Elle a été diffusée sur la chaîne ABC en direct.
Les nommés ont été annoncés le 9 octobre 2012 par Christina Aguilera. Une nouvelle catégorie, celle du meilleur artiste electro, est apparue cette année-là. Justin Bieber a remporté ses trois nominations, Nicki Minaj en a gagné deux et Katy Perry, Adele, Rihanna et Taylor Swift une,,,.

## Nommés et gagnants
| Artiste de l'Année                                                          | Révélation de l'année |
| --------------------------------------------------------------------------- | --- |
| Justin Bieber - Drake - Maroon 5 - Katy Perry - Rihanna                     | Carly Rae Jepsen - J. Cole - fun. - Gotye - One Direction                                                                   |
| Meilleur Artiste Pop/Rock Masculin                                          | Meilleur Artiste Pop/Rock Féminin                                                                                           |
| Justin Bieber - Flo Rida - Pitbull - Usher                                  | Katy Perry - Kelly Clarkson - Nicki Minaj - Rihanna                                                                         |
| Meilleur Duo/Groupe Pop/Rock                                                | Meilleur Album Pop/Rock |

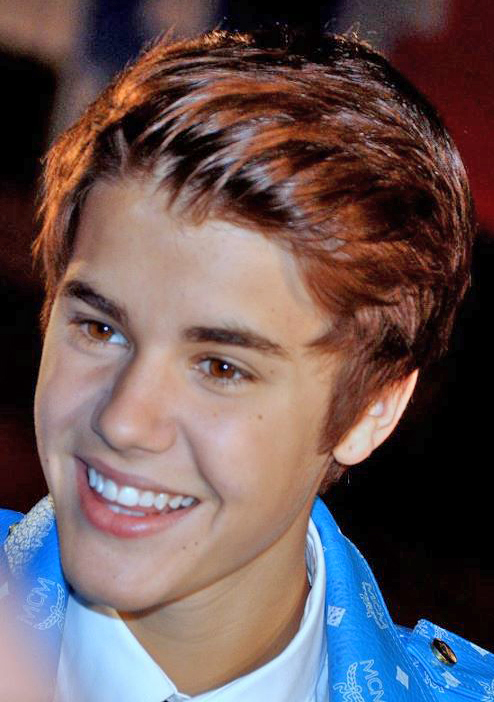
Justin Bieber a gagné trois récompenses, dont celle de l'Artiste de l'Année

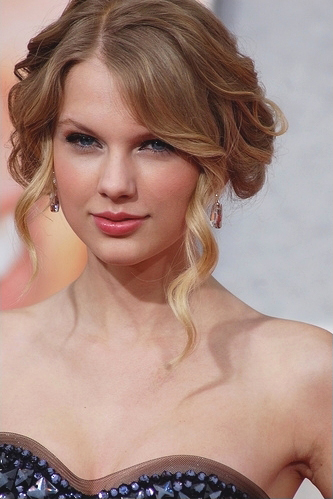
Taylor Swift a gagné la récompense du meilleur Artiste Country Féminin pour la cinquième fois consécutive;

| Maroon 5 - fun. - One Direction - The Wanted                                | Believe - Justin Bieber - Overexposed - Maroon 5 - Pink Friday: Roman Reloaded - Nicki Minaj - Up All Night - One Direction |
| Meilleur Artiste Country Masculin                                           | Meilleur Artiste Country Féminin                                                                                            |
| Luke Bryan - Jason Aldean - Eric Church                                     | Taylor Swift - Miranda Lambert - Carrie Underwood                                                                           |
| Meilleur Duo/Groupe Country                                                 | Meilleur Album Country |
| Lady Antebellum - Rascal Flatts - Zac Brown Band                            | Blown Away - Carrie Underwood - Tailgates & Tanlines - Luke Bryan - Tuskegee - Lionel Richie                                |
| Meilleur Artiste Rap/Hip-Hop                                                | Meilleur Album Rap/Hip-Hop                                                                                                  |
| Nicki Minaj - Drake - Tyga                                                  | Pink Friday: Roman Reloaded - Nicki Minaj - Cole World: The Sideline Story - J. Cole - Take Care - Drake                    |
| Meilleur Artiste Soul/RnB Masculin                                          | Meilleur Artiste Soul/RnB                                                                                                   |
| Usher - Chris Brown - Trey Songz                                            | Beyoncé - Mary J. Blige - Rihanna                                                                                           |
| Meilleur Album Soul/R&B                                                     | Meilleur Artiste Alternatif                                                                                                 |
| Talk That Talk - Rihanna - Fortune - Chris Brown - Looking 4 Myself - Usher | Linkin Park - The Black Keys - Gotye                                                                                        |
| Meilleur Artiste "Adult Contemporary"                                       | Meilleur Artiste de Musique Latine                                                                                          |
| Adele - Kelly Clarkson - Train                                              | Shakira - Don Omar - Pitbull                                                                                                |
| Meilleur Artiste "Contempory Inspirationnal"                                | Meilleur Artiste Electro |
| tobyMac - Jeremy Camp - Newsboys                                            | David Guetta - Calvin Harris - Skrillex                                                                                     |

## Performances
| Artistes                         | Chansons                                                                                  |
| -------------------------------- | ----------------------------------------------------------------------------------------- |
| Usher                            | "Numb" "Climax" "Can't Stop Won't Stop"                                                   |
| Carly Rae Jepsen                 | "This Kiss" "Call Me Maybe"                                                               |
| The Wanted                       | "I Found You"                                                                             |
| Kelly Clarkson                   | "Miss Independent" "Since U Been Gone" Stronger (What Doesn't Kill You)" Catch My Breath" |
| Ke$ha                            | "Die Young"                                                                               |
| No Doubt                         | "Looking Hot"                                                                             |
| Taylor Swift                     | "I Knew You Were Trouble"                                                                 |
| Linkin Park                      | "Burn It Down"                                                                            |
| Nicki Minaj                      | "Freedom"                                                                                 |
| P!nk                             | "Try"                                                                                     |
| Justin Bieber Nicki Minaj        | "As Long As You Love Me" "Beauty and a Beat"                                              |
| Christina Aguilera Pitbull       | "Lotus Intro" "Army of Me" "Let There Be Love" "Don't Stop The Party" "Feel This Moment"  |
| Carrie Underwood                 | "Two Black Cadillacs"                                                                     |
| Swizz Beatz Chris Brown Ludacris | "Everyday Birthday"                                                                       |
| Stevie Wonder                    | Hommage a Dick Clark: Master Blaster (Jammin’) "My Cherie Amour" "Sir Duke"               |
| PSY MC Hammer                    | "Gangnam Style" "2 Legit 2 Quit"                                                          |

## Présentateurs
- Elisha Cuthbert & Kelly Rowland
- Ryan Seacrest
- Eric Stonestreet
- Lucy Hale & Phillip Phillips
- Randy Jackson
- Stacy Keibler & Ne-Yo
- Cyndi Lauper
- Karmin
- Kerry Washington & Apolo Ohno
- Florida Georgia Line i
- Jennifer Morrison & Ginnifer Goodwin
- Lady Antebellum
- Heidi Klum
- Backstreet Boys
- Colbie Caillat & Gavin DeGraw
- Carly Rae Jepsen
- Gloria Estefan
- Luke Bryan & Jenny McCarthy
- Brandy
- Hayden Panettiere & 50 Cent
- Neon Trees
- will.i.am